# Pelican Island (Bridgetown)
Pelican Island war eine kleine unbewohnte Insel vor der Westküste von Bridgetown und Fontabelle im Parish St. Michael im Inselstaat Barbados.

## Geschichte

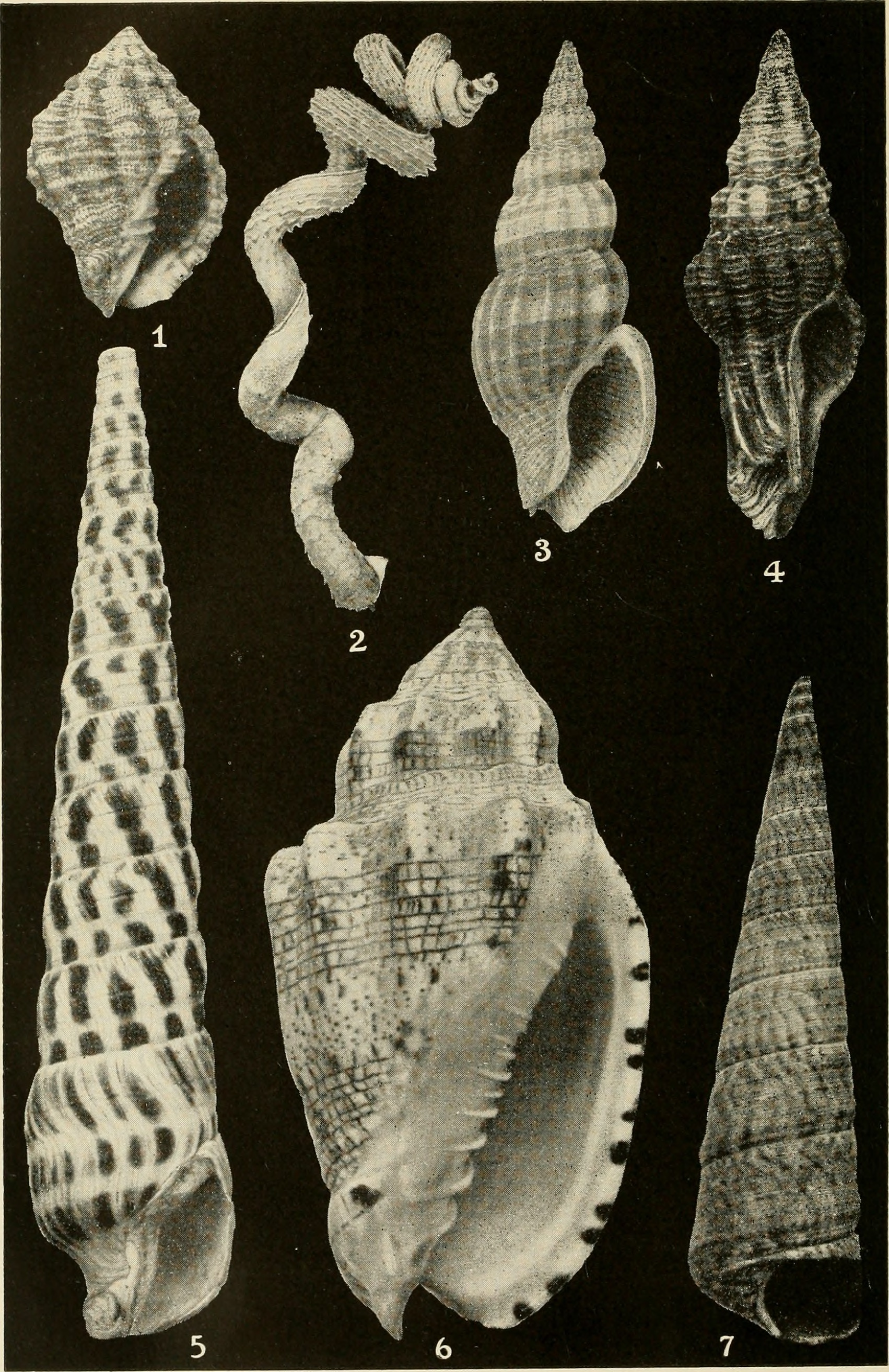
Item 6. Voluta musica, variety carneolata collected at Pelican Island, Barbados by Barbados-Antigua expedition in 1919. Per Lamarck.

Nach historischen Berichte erhielt die Insel ihren Namen von Braunpelikanen (Pelecanus occidentalis), die auf der Insel nisteten.
Die Insel war bei Ebbe nur durch einen schmalen Kanal von der Hauptinsel getrennt und war watend erreichbar.
Zeitweise befand sich eine Quarantänestation (Cordon sanitaire) für kranke Seeleute und Passagier auf der Insel um die Verbreitung von Infektionen auf der Insel zu verhindern. Es gab Hütten für Patienten, ein Leichenhaus (morgue), eine Aufseherhütte (Caretaker’s quarters) und ein Waschhaus mit einem großen Cauldron zum Auskochen von Kleidung zur Sterilisation.
In den Jahren von 1956 bis 1961 wurde beim Bau des Port of Bridgetown Landgewinnung betrieben und die Insel mit dem Festland verbunden. Heute ist Pelican Island Teil des Bridgetown Deep-Water-Harbour-Komplex’.

## Touristenattraktion
Heute ist The Pelican Village („Pelican Crafts Centre“) eine Touristenattraktion.